# La Chapelle-Chaussée
La Chapelle-Chaussée is een gemeente in het Franse departement Ille-et-Vilaine (regio Bretagne). De plaats maakt deel uit van het arrondissement Rennes. La Chapelle-Chaussée telde op 1 januari 2022 1.299 inwoners.

## Geografie
De oppervlakte van La Chapelle-Chaussée bedroeg op 1 januari 2022 14,76 vierkante kilometer; de bevolkingsdichtheid was toen 88 inwoners per km².

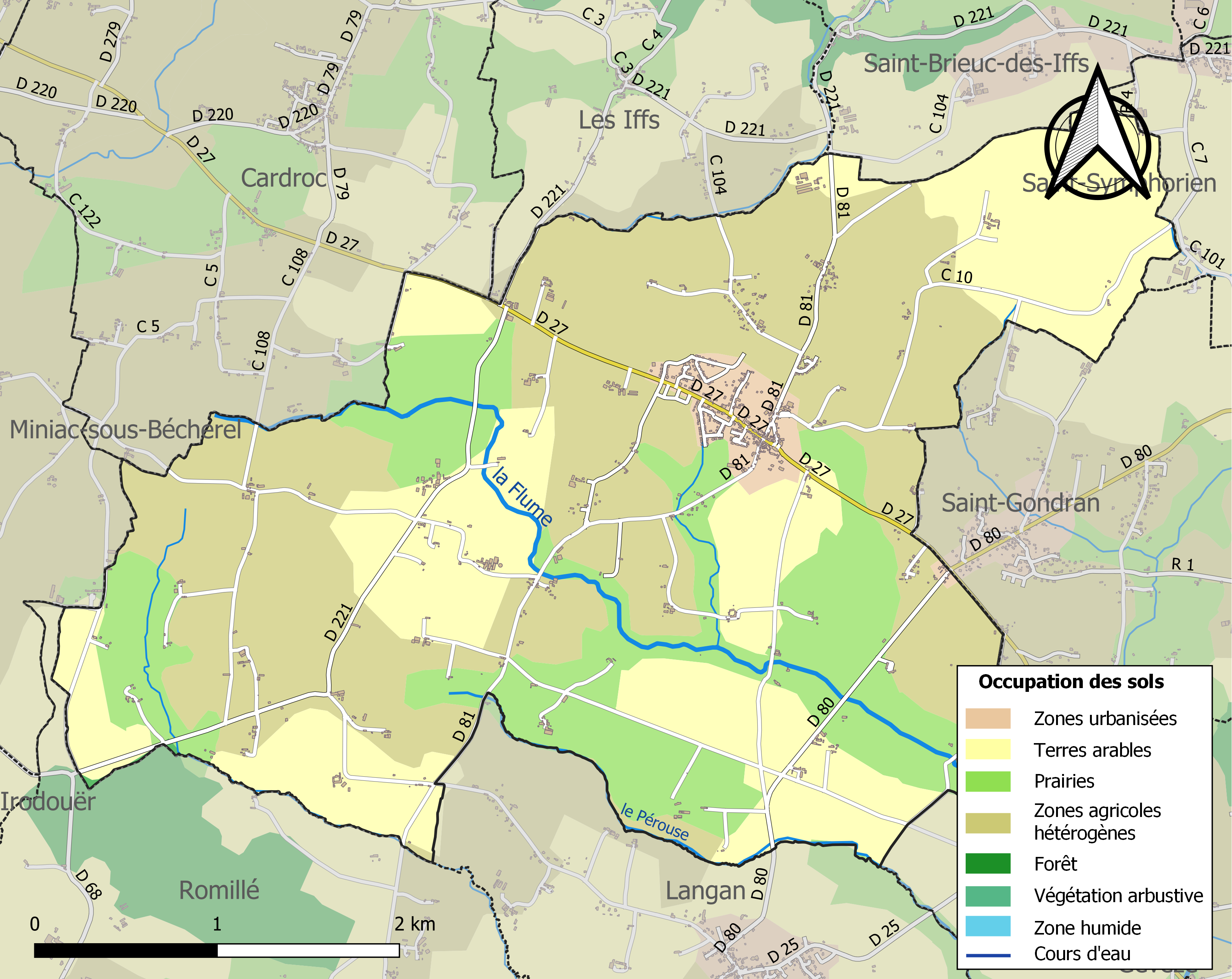
Kaart van de gemeente met belangrijkste infrastructuur, bodemgebruik en omliggende gemeenten

## Demografie
Onderstaande figuur toont het verloop van het inwonertal (bron: INSEE-tellingen).